# R Hydrae
Désignations

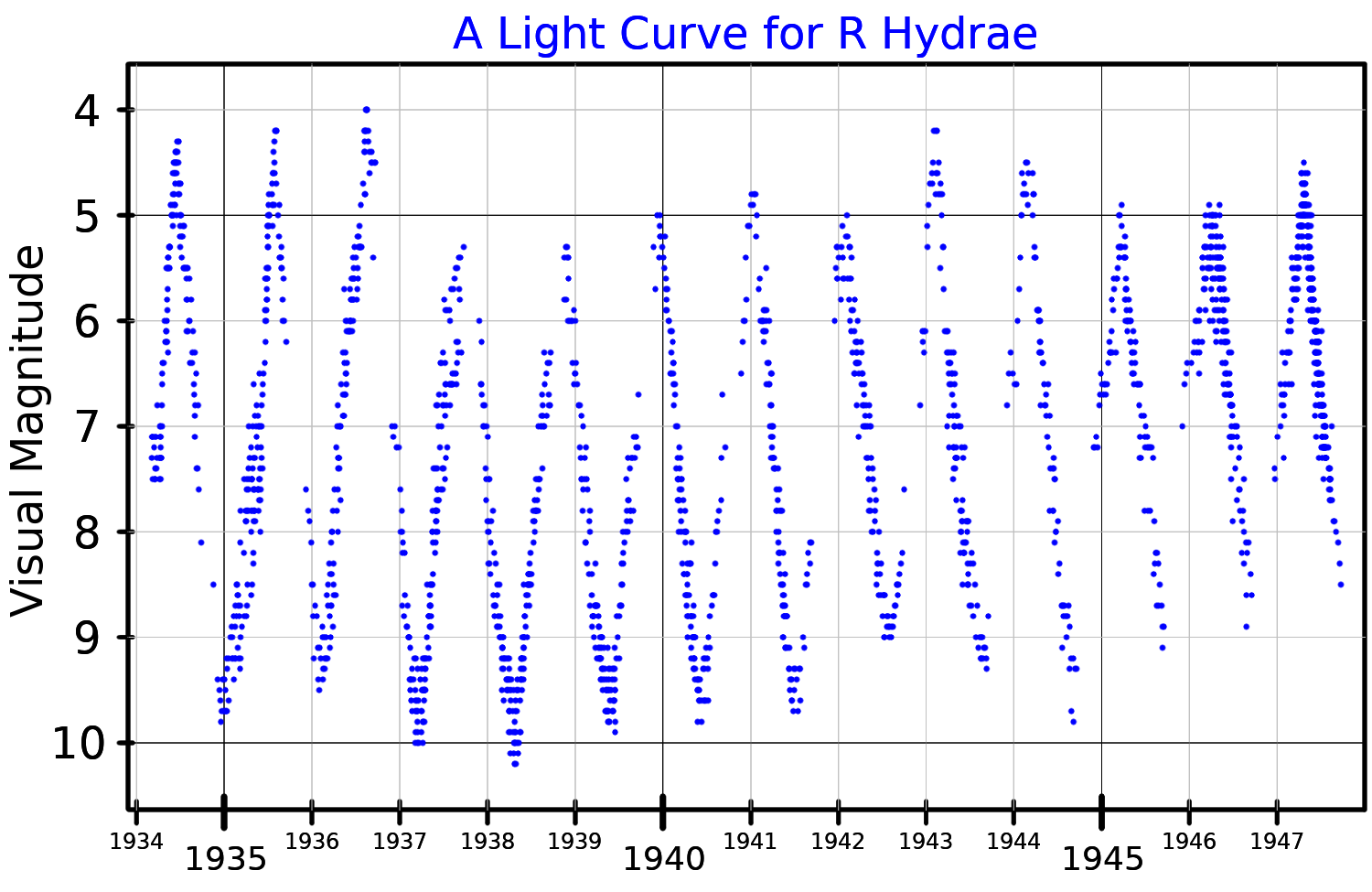
Courbe de lumière en bande visible de R Hydrae, obtenue à partir des données de l'AAVSO.

R Hydrae, en abrégé R Hya, est une étoile variable de type Mira de la constellation de l'Hydre,.
La magnitude apparente de R Hydrae varie entre 3,5 et 10,9. Sa période se raccourcit lentement au cours du temps et s'établit à 359 jours entre 2017 et 2022, alors qu'elle était de 386,2 jours entre 1965 et 1992, puis qu'elle était passée à 380 jours entre 1997 et 2011. À son maximum de luminosité elle est visible à l'œil nu, tandis qu'à son minimum un télescope d'au moins 5 cm est nécessaire. R Hydrae est située à environ 400 années-lumière de la Terre. Son type spectral est M6e-M9eS(Tc).